# Ubalá
Ubalá è un comune della Colombia facente parte del dipartimento di Cundinamarca.
Il centro abitato venne fondato da Ospina Rodríguez nel 1846.